# Bezzia spinosella
Bezzia spinosella är en tvåvingeart som beskrevs av Clastrier 1983. Bezzia spinosella ingår i släktet Bezzia och familjen svidknott.
Artens utbredningsområde är Seychellerna. Inga underarter finns listade i Catalogue of Life.